# Saint-Maurice (Puy-de-Dôme)
Saint-Maurice é uma comuna francesa na região administrativa de Auvérnia-Ródano-Alpes, no departamento de Puy-de-Dôme. Estende-se por uma área de 5,4 km². Em 2010 a comuna tinha 913 habitantes (densidade: 169,1 hab./km²).